# Jürgen Nabrotzki
Jürgen Nabrotzki (* 26. Dezember 1954) ist ein ehemaliger deutscher Fußballspieler.

## Karriere
Aus der Jugend des BV Holsterhausen-Dorsten hervorgegangen überzeugte der Angreifer beim westfälischen Amateurligisten und wechselte 1975 in den Profifußball zu Schwarz-Weiß Essen in die 2. Bundesliga Nord. Sein erstes Zweitligator erzielte Nabrotzki am 2. Spieltag beim 2:0-Sieg gegen DJK Gütersloh, insgesamt kam er in seinem ersten Jahr auf sechs Saisontreffer. Nach einer weiteren Spielzeit am Essener Uhlenkrug wechselte Jürgen Nabrotzki 1977 zum damaligen Zweitliga-Aufsteiger 1. FC Bocholt. Nach dem Abstieg blieb er dem Verein auch in der Oberliga Nordrhein treu, wo er mit 16 Saisontreffern zweitbester Oberligaschütze hinter Uwe Montelett wurde. Der direkte Wiederaufstieg misslang und so wechselte Nabrotzki 1979 zum Meister und Zweitliga-Aufsteiger Rot-Weiß Oberhausen. Während der Saison 1980/81 zog es ihn von Oberhausen zum 2.Liga-Konkurrenten SpVgg Erkenschwick, es folgte jedoch der Abstieg in die Oberliga Westfalen. Auch mit Erkenschwick scheiterte der Stürmer 1982 am direkten Wiederaufstieg, seine 24 Saisontreffer reichten nicht. Jürgen Nabrotzki wechselte zurück in die Oberliga Nordrhein zum SC Viktoria Köln, ein Jahr später folgte seine Rückkehr zum 1. FC Bocholt. Mit Bocholt feierte er 1983/84 die Oberligameisterschaft und den Einzug in das DFB-Pokal-Viertelfinale, jedoch scheiterte man in der Aufstiegsrunde zur 2. Bundesliga. Daraufhin wechselte Nabrotzki zum Ligakonkurrenten Rot-Weiss Essen, wo er 1984/85 zum Abschluss seiner Karriere erneut die Oberligameisterschaft und auch den Aufstieg in die 2. Liga feierte.
Jürgen Nabrotzki absolvierte insgesamt 130 Spiele in der 2. Fußball-Bundesliga und erzielte dabei 24 Tore. Zudem kam er in 15 DFB-Pokalspielen auf drei Treffer.